# Contea di Dickinson (Iowa)
La contea di Dickinson, in inglese Dickinson County, è una contea dello Stato dell'Iowa, negli Stati Uniti. La popolazione al censimento del 2010 era di 16.667 abitanti. Il capoluogo della contea è Spirit Lake.

## Geografia fisica
La contea si trova nel nord ovest dell'Iowa. Secondo l'U.S. Census Bureau, la contea ha una superficie totale di 1.045,6 km², di cui 986,9 km² composti da terra e i rimanenti 58,6 km² composti di acqua. È la più piccola contea dello Stato per superficie. È anche conosciuta come Iowa Great Lakes per la presenza di tre grandi laghi di origine glaciale: il West Okoboji Lake, East Okoboji Lake e lo Spirit Lake. La zona è diventata popolare e molto frequentata per le vacanze. Questo può spiegare la recente crescita della popolazione.

### Contee confinanti
- Contea di Jackson, Minnesota (nord)
- Contea di Emmet (est)
- Contea di Clay (sud)
- Contea di Osceola (ovest)

### Principali strade e autostrade
| - U.S. Highway 71 | - Iowa Highway 9 - Iowa Highway 86 |

## Storia
La contea di Dickinson fu organizzata nel 1851 e chiamata in onore di Daniel S. Dickinson, un senatore degli Stati Uniti per New York.

## Società

### Censimento 2010
Il censimento del 2010 ha registrato una popolazione di 16.667 persone nella contea. C'erano 12.849 unità abitative, 7.554 delle quali erano occupate.

### Censimento 2000
Il censimento del 2000 ha registrato una popolazione di 16.424 persone nella contea, con una densità di popolazione pari a 17 ab/km². C'erano 11.375 unità abitative con una densità media di 12 u.a./km².
La composizione razziale della contea era composta dal 98,90% di bianchi, dallo 0,18% di neri o afroamericani, dallo 0,21% di nativi americani, dallo 0,18% di asiatici, dallo 0,01 di isolani del Pacifico, dallo 0,10% di altre razze e dallo 0,43% di due o più razze. Il 0,66% della popolazione è di origine ispanica o Latina.
Si contavano 7.103 nuclei familiari, dove il 26,10% aveva figli di età inferiore ai 18 anni che vivono con loro, il 57,80% erano coppie sposate che vivono insieme, il 6,70% era composto da donne con marito assente e il 33,00% erano non-famiglie. Il 28,60% di tutte le famiglie erano formate da singoli individui e il 13,70% di questi aveva più di 65 anni di età.
Nella contea la popolazione era formata dal 21,90% con età inferiore ai 18 anni, il 6,60% fra i 18 e i 24, il 23,90% fra i 25 e i 44, il 26,90% dai 45 ai 64 e il 20,60% oltre i 65 anni di età. L'età media era di 43 anni. Per ogni 100 donne c'erano 95,00 uomini. Per ogni 100 donne sopra i 18 anni, c'erano 92,30 maschi.
Il reddito medio per una famiglia nella contea era di $ 39.020, e il reddito medio per una famiglia era di $ 47.739. I maschi avevano un reddito medio di $ 30.523 contro i $ 22.131 per le femmine. Il reddito pro capite per la contea era di $ 21.929. Circa il 6,00% delle famiglie e il 4,20% della popolazione era sotto la soglia di povertà, di cui il 5,90% sotto i 18 anni e 7,00% oltre i 65 anni di età.

## Città
| - Arnolds Park - Lake Park - Milford - Okoboji | - Orleans - Spirit Lake - Superior | - Terril - Wahpeton - West Okoboji |

## Altre Comunità
- Montgomery

## Townships
La contea di Dickinson si divide in dodici townships:
| - Center Grove - Diamond Lake - Excelsior | - Lakeville - Lloyd - Milford | - Okoboji - Richland - Silver Lake | - Spirit Lake - Superior - Westport |